# Département Nya
Das Département Nya ist ein Département im Südwesten des Tschad. Es liegt im zentral-nördlichen Teil der Provinz Logone Oriental, die Hauptstadt ist Bébédjia. Beim Zensus im Jahr 2009 wurden 139.381 Einwohner gezählt.

## Verwaltungsuntergliederung
Das Département ist in fünf Unterpräfekturen unterteilt:
- Bébédjia
- Beboni
- Komé
- Mbikou
- Miandoum